# Sujata Bhatt
Sujata Bhatt (Ahmedabad, Índia, 6 de maig de 1956) és una poetessa índia que té com a llengua nativa el Gujarati.

## Biografia
Sujata Bhatt va néixer a Ahmedabad, a l'Índia, i es va criar a Pune fins a 1968, quan va emigrar als Estats Units amb la seva família. Després de cursà el postgrau MFA a la Universitat d'Iowa, durant un temps va exercir d'escriptora visitant a la Universitat de Victòria a la Colúmbia Britànica, Canadà i també al Dickinson College a Pennsilvània. Actualment viu amb el seu marit i la seva filla a Bremen, Alemanya.
Va rebre un Premi Cholmondeley el 1991 i el Premi italià Tratti Poesia el 2000. D'entre les seves traduccions de l'alemany destaquen Mickle Mickle makes muckle : poems, mini plays & short prose de Michael Augustin. Actualment treballa com a escriptora independent. Ha traduït la poesia Gujarati a l'anglès per Penguin Anthology of Contemporary Indian Women's Poetry. Els seus poemes han aparegut en diverses revistes al Regne Unit, Irlanda, Estats Units i el Canadà. El 2013 va ser nomenada professora visitant d'Escriptura Creativa a Nottingham Trent University.
Michael Schmidt destaca com el seu vers lliure és de moviment ràpid, urgent amb narracions, de veu suau. La seva cadència és natural, la seva dicció sense decorar. Bhatt ha estat reconeguda com una veu distintiva en la poesia contemporània. La seva obra ha estat traduïda a més de 20 idiomes.

## Publicacions[7]
- 1988 Brunizem[8]
- 1991 Monkey Shadows[9]
- 1995 The Stinking Rose[10]
- 1997 Point No Point[11]
- 2000 Augatorat[12]
- 2002 The Colour of Solitude[13]
- 2008 Pure Lizard[14]

## Premis i reconeixements[15]
- 1988 Commonwealth poetry prize (Asia) Brunizem
- 1988 Alice Hunt Bartlett Prize Brunizem
- 1991 Poetry Book Society Recommendation Monkey Shadows
- 1991 Cholmondeley Award
- 2000 Poetry Book Society Recommendation Aguatora
- 2000 Tratti Poetry Prize